# ゴールロウィン家
ゴロヴィン家（ロシア語: Головины）はギリシア・クリミアに由来するロシア貴族の家系であり、伯爵に叙された。

## 歴史
ゴロヴィン家は東ローマ帝国の貴族であったガブラス家の庶流である。元はコムネノス家が支配するトレビゾンド帝国の支配下にあったが、後にテオドロ公国に移住し、スダクを拠点とした。1393年、ガブラス家の若い一員であったステファノス（ステパン・ヴァシリーエヴィチ・ホヴラ）はクリミアからモスクワに移り住んだ。
ステパンの曾孫にあたるイヴァン・ウラジーミロヴィチはアンナ・ダニーロヴナ・ホルムスカヤと結婚し、ゴロヴィン家を創設した。15世紀から16世紀にかけてゴロヴィン家はモスクワ大公国において会計官職をほぼ世襲し、グリゴリー、アンドレイ・メンショイ、ヤクシュの3人はイヴァン4世に仕えたが、1565年に復位したイヴァン4世の不興を被ってピョートルが処刑され、その甥のイヴァン・ボリショイがカザンに流されるなどして没落した。その後、ゴロヴィン家は宮廷に戻ったが、ピョートル1世の代まで軍で高い地位に就くことはできなかった。
ピョートル1世の治世まではロシアで最大の地主の一家であった。1699年の時点で、ゴロヴィン家の17人の代表者が居住地を所有していた。家系にちなんで名付けられたホヴリンの土地の1つにシモノフ修道院が建てられた。1682年3月17日に属を『ビロードの本』に登録するためにゴロヴィン家の血統図を含んだ書類を提出した。1726年、当時のゴロヴィン家の家長であったイヴァンはリヴォニア騎士団の貴族名簿に転籍した。
同族にカフティレフ家、トレチャコフ家、ホヴリン家がある。
クルスク州には別のゴロヴィン家があり、16世紀後半に俸禄が与えられたキレイ・ゴロヴィンとその子のヴァシリー・キレエヴィチに始まる。

## 紋章
他の多くのロシア貴族のように、ゴロヴィン家の紋章にはいくつかのバリエーションがあった。幾多の分家とその個々の家長も、自分の好みに応じて紋章を変更した。ゴロヴィン家の「基本的な」紋章には4つの領域が含まれている。現在は断絶しているゴロヴィン伯爵家では、伯冠と海洋の属性を含むさまざまな新しい要素を備えたより完全な紋章が考案された。2頭のライオンが高貴な紋章を保持しており、伯爵家の盾紋章をライオンとクロテンが持っている。

## 参考資料
- Alexander Filjushkin (2008/08/30). Ivan the Terrible: A Military History. Frontline Books. ISBN 978-1848325043
- Ruslan G. Skrynnikov (2015/10/30). Reign of Terror: Ivan IV. Eurasian Studies Library. Paul Williams. trans. Brill. ISBN 978-9004304017